# Roger FitzRichard
Roger FitzRichard († 1178) war englischer Adliger.

## Leben
Roger FitzRichard war ein jüngerer Sohn von Richard FitzEustace, Constable von Chester, und dessen Frau Aubrey de Lisours. Sein älterer Bruder John erbte 1163 die Besitzungen ihres Vaters. Roger erhielt vermutlich bereits nach dem Gefecht am Coleshill 1157, an dem er teilgenommen hatte und bei dem sein Großvater Eustace FitzJohn gefallen war, spätestens jedoch im folgenden Jahr, von König Heinrich II. Warkworth Castle in Northumberland. Im Gefecht am Coleshill hatte der königliche Standartenträger Henry d’Essex in Panik die königliche Standarte fortgeworfen, wofür er noch 1163 wegen des Vorwurfs der Feigheit einen Zweikampf als Gottesurteil austragen musste. Er verlor den Kampf und trat in ein Kloster ein, worauf der König seinen Besitz Clavering Castle in Essex an Roger FitzRichard übergab.
Roger heiratete Alice de Vere, die Witwe von Roger of Essex. Sie war eine Tochter von Aubrey de Vere und dessen Frau Alice. Sein Erbe wurde sein Sohn Robert FitzRoger.